# コラリ・ハイメ
コラリ・ハイメ（Coralie Haymé　2001年1月26日- ）はフランスの柔道選手。階級は78kg超級。

## 経歴
2021年のヨーロッパジュニア78㎏超級で2位となった。世界ジュニアでは決勝でオランダのマリト・カンプスに体落で技ありを取って一旦は勝利した。しかしながら試合後にIJFは、ハイメの体落は技ありとするには不十分だったとしてポイントを取り消すとともに、両者を勝者とした。なお、団体戦でも優勝した。グランドスラム・パリとグランドスラム・アブダビでは3位になった。2022年の地中海競技大会では3位だった。グランドスラム・東京では準々決勝でオリンピックチャンピオンの素根輝に一本背負投で敗れるなどして5位だった。ワールドマスターズでは準々決勝で素根を小外掛で破って、素根の連勝記録を42で止めるも、決勝で世界チャンピオンである同僚のロマヌ・ディッコに敗れて2位だった。2023年の世界団体では決勝の日本戦で瀬川麻優に反則勝ちするも、代表戦でマルゴー・ピノが新添左季に反則負けを喫したためチームは2位だった。
IJF世界ランキングは2220ポイント獲得で17位(24/10/7現在)。

## 主な戦績
- 2021年 - ヨーロッパジュニア　個人戦　2位　団体戦　優勝
- 2021年 - 世界ジュニア　個人戦　優勝　団体戦　優勝
- 2021年 - グランドスラム・パリ　3位
- 2021年 - グランドスラム・アブダビ　3位
- 2022年 - 地中海競技大会　3位
- 2022年 - グランドスラム・東京　5位
- 2022年 - ワールドマスターズ　2位
- 2023年 -　世界団体　2位
- 2024年 -　グランプリ・オディベーラス　3位
- 2024年 -　グランドスラム・トビリシ　2位
- 2024年 - 世界団体　2位
- 2024年 - グランプリ・ザグレブ　優勝
- 2024年 - グランドスラム・アブダビ　優勝

(出典、JudoInside.com)